# 梨叶山矾
梨叶山矾（学名：Symplocos pyrifolia）为山矾科山矾属下的一个种。

## 扩展阅读
維基物種上的相關：梨叶山矾